# Салентин VI фон Изенбург
Салентин VI фон Изенбург (на немски: Salentin VI von Isenburg; † 1458) е от 1420 г. до смъртта си господар на Изенбург-Гренцау.

## Произход
Той е син на Салентин V фон Изенбург († 30 ноември 1420) и съпругата му Аделхайд фон Изенбург-Аренфелс († сл. 1401), дъщеря на Герлах II фон Изенбург-Аренфелс († 1371) и втората му съпруга графиня Демут фон Нойенар (fl 1348/1364). Брат е на Герлах, каноник в Трир (fl 1380/1398) и на Катарина († сл. 15 юни 1341), омъжена за Филип фон Изенбург-Гренцау.

## Фамилия
Първи брак: с Аделхайд фон Изенбург-Бюдинген-Гренцау, дъщеря на Еберхард фон Изенбург-Гренцау (1356 – 1399) и съпругата му Мехтилд фон Марк, дъщеря на граф Адолф II фон Марк († 1347) и Маргарета фон Клеве († 1348). Те нямат деца.
Втори брак: с по-малката сестра на първата си съпруга Мария фон Изенбург-Бюдинген-Гренцау. Те имат децата:
- Герлах II († 1488), господар на Изенбург-Гренцау, женен 1455 г. за Юта фон Епенщайн († 1451)
- Еберхард, каноник в Кьолн 1423
- Салентин (* ок. 1416; † 1465), каноник в Кьолн и Трир
- Салентин († 1482), каноник в Кьолн и Майнц
- Катарина (* 1413, † 1465), омъжена за Франк XII фон Кронберг († 1461)
- Аделхайд? (* ок. 1415)
- Кунигунда (* ок. 1447)
- Анна (* ок. 1447)
- Бонифета (* ок. 1447)
- Агнес (* ок. 1450)